# Oedemera nepalensis
Oedemera nepalensis es una especie de coleóptero de la familia Oedemeridae.

## Distribución geográfica
Habita en Nepal.